# .mg
.mg (Madagascar) é o código TLD (ccTLD) na Internet para o Madagáscar, criado em 25 de julho de 1995 pela IANA, são permitidos registros de domínios diretamente sob a zona raiz .mg ou por categorias de terceiro nível.

## Categorias
- .org.mg: Organizações não Governamentais
- .nom.mg: Individuais/ Pessoas Físicas
- .gov.mg: Entidades do Governo
- .prd.mg: Projeto ou Pesquisas
- .tm.mg: Marcas Registradas
- .edu.mg: Entidades de Ensino
- .mil.mg: Entidades Militares
- .com.mg: Comercial / Uso Genérico
- .mg: Comercial / Uso Genérico - Para qualquer pessoa física ou jurídica.

## Sobre o registro de domínios
Desde 2009, o NIC-MG, publicou normativa, esclarecendo que os registros de domínios não poderiam ser mais efetuados pelo seu site, passando a serem registrados por empresas credenciadas e certificadas pelo NIC-MG.